# Raging Violence
Raging Violence è il primo album della band thrash metal statunitense Hirax.

## Tracce
1. Demons - Evil Force – 3:25
2. Blitzkrieg Air Attack – 2:08
3. Guardian Protector – 1:37
4. Bombs of Death – 1:47
5. Defeat of Amalek – 3:08
6. Raging Violence – 2:53
7. Call of the Gods – 1:20
8. Warlords Command – 2:39
9. Suicide – 2:37
10. Executed – 1:40
11. The Gauntlet – 2:03
12. Destruction and Terror – 2:33
13. Destroy – 1:07
14. Bloodbath – 1:55

## Formazione
- Katon W. De Pena - voce
- Gary Monardo - basso
- Scott Owen - chitarra
- John Tabares - batteria